# 天津条約 (1885年4月)
天津条約（てんしんじょうやく、英語：Convention of Tientsin）は、1884年12月に朝鮮において発生した甲申政変によって緊張状態にあった日清両国が、事件の事後処理と緊張緩和のために締結した条約。
日本側全権･伊藤博文と、清国側全権･李鴻章の名をとって「李・伊藤条約」とも呼ばれる。この条約によって日清両国は朝鮮半島から完全に撤兵し、以後出兵する時は相互に照会することを義務付けられた。

## 交渉の推移

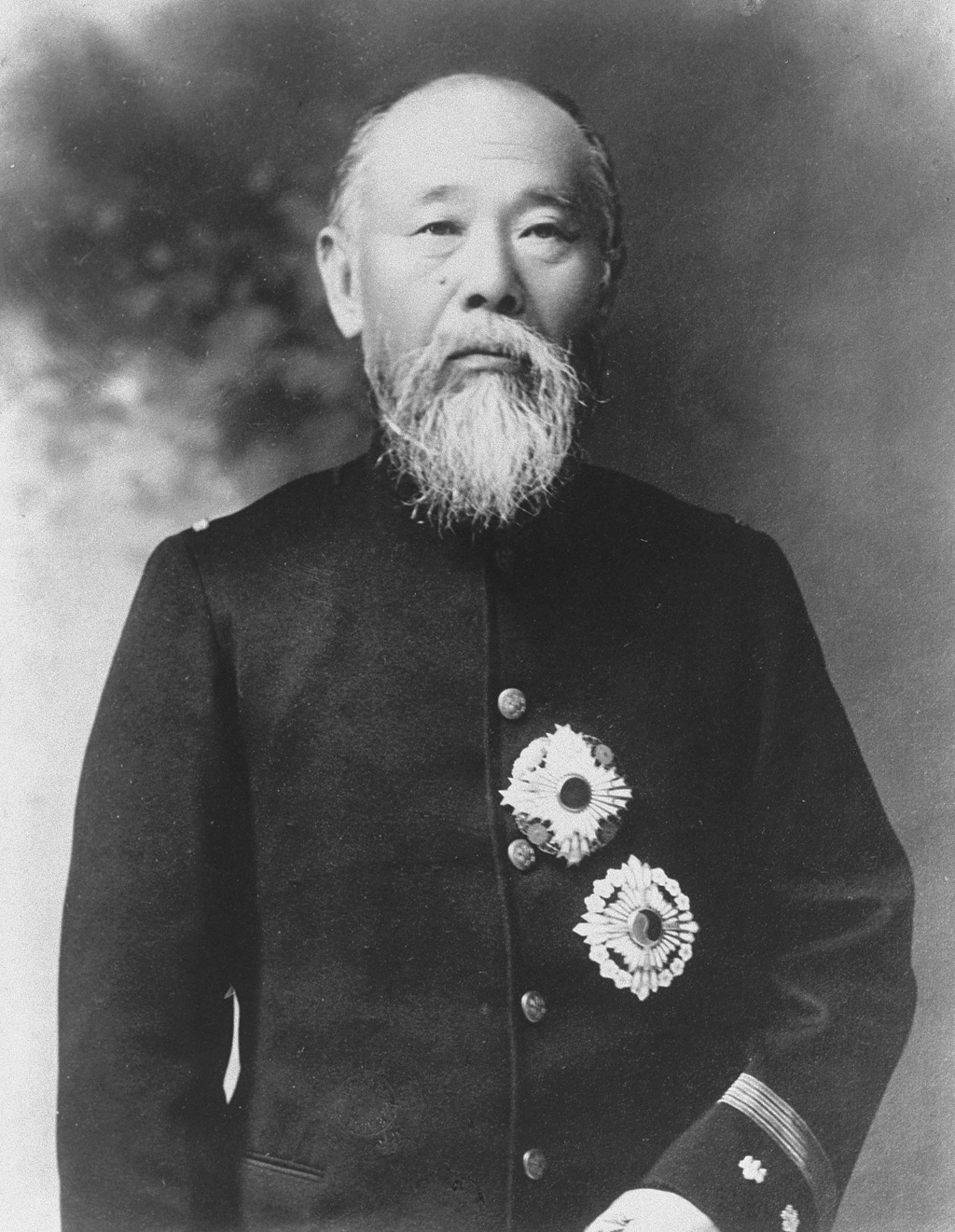
伊藤博文

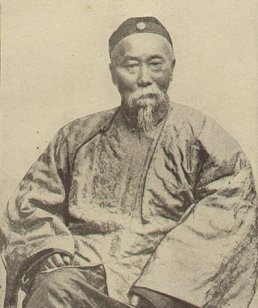
李鴻章

1884年12月4日に朝鮮国内で甲申政変が発生した。日本は、1885年1月、朝鮮政府とのあいだに政変の事後処理を定めた漢城条約を結んだが、クーデタは日清関係にも重大な緊張状態をもたらした。日本国内では、公使や日本軍がクーデタに関与した事実は伏せられ、清国軍の襲撃と居留民が惨殺されたことのみが大きく報道されたこともあって、対清主戦論的な国民世論が醸成されていた。自由党の機関紙『自由新聞』は、「我が日本帝国を代表せる公使館を焚き、残酷にも我が同胞なる居留民を虐殺」した清を許すことはできず、中国全土を武力で「蹂躙」すべしとの論陣を張り、福澤諭吉の『時事新報』も「北京に進軍すべし」と主張した。『東京横浜毎日新聞』や『郵便報知新聞』もまた清国の非を報道した。日本各地で義勇団運動や抗議集会、追悼集会が開かれ、日本陸軍主流や薩摩閥も派兵に向けて動いた。
課題は、なおも朝鮮半島で睨み合う日清両軍の撤兵問題と、甲申政変中に在留日本人が清国軍によって加害されたとされる日本商民殺傷事件に関する責任の追及であった。日本側は、参議・宮内卿の職にあり、政府最高の実力者である伊藤博文を特命全権大使を任じて北京に派遣した。伊藤には参議・農商務卿の西郷従道が同行し、井上毅・伊東巳代治・牧野伸顕ら12名の随員、10名の随行武官をともなう大型使節団が、1885年3月21日に北京入りした。清国側は交渉の席を天津に設けて、全権を北洋通商大臣の李鴻章に委ねた。
日本側は、朝鮮国王の要請によって王宮内に詰めていた竹添進一郎公使と日本公使館護衛隊が袁世凱率いる清国漢城駐留軍の攻撃に晒されたことはまったくの遺憾であると主張し、政変の混乱が広がる漢城市街で清国軍人によって在留日本人が多数殺害・略奪されたとして清国を厳しく非難した。そして、そのうえで朝鮮からの日清両国の即時撤兵と、日本商民殺傷事件に関係する清国軍指揮官の処罰を求めた。対して清国側は、朝鮮王宮における戦闘は日本側が戦端を開いたと反論し、日本はクーデタを引き起こした独立党勢力に協力した疑いがあるとして、軍を出動させた竹添公使の行動を強く非難し、漢城における日本商民殺傷事件も暴徒化した朝鮮の軍民によって引き起こされたものであるとして清国軍の関与を否定した。
撤兵問題に関しては、共同撤兵といえば相互対等に聞こえるものの、日本側が公使館警備に限定された一個中隊の暫定的駐屯であるのに対し、清国側は現に漢城を制圧している大軍の駐兵既得権であったことから、事実上、清国の駐兵権の放棄を求めたのに等しかった。これについて、駐清公使の榎本武揚は、将来、緊急時の出兵権を担保するならば最終的に合意が得られるだろうとの見通しを示した。実際には、日清両軍の朝鮮半島からの退去については早々に合意をみたものの、以後の朝鮮半島への両国の軍隊派遣に関しては両者の主張が食い違い、伊藤と李鴻章のあいだの交渉は6回におよんだ。
伊藤は第三国の侵攻など特別な場合を除いて、日清ともに出兵するべきではないと主張したのに対し、李は朝鮮が軍の派遣を要請すれば清国は宗主国として軍を派遣しないわけにはいかないと反論し、壬午軍乱や甲申政変といった内乱であっても出兵はありえると主張した。結局、伊藤の主張する両国の永久撤兵案は退けられたものの、榎本の予想通り、出兵に関する相互通知を取り決めることで合意に達した。日本商民殺傷事件に関する清国軍の関与も清国側は決して認めず、瑣末事であるとして取り合おうともしなかったが、伊藤の執拗な追及に折れて、清国軍内部で再調査を行い事実であれば将官等を処罰するとの照会文を取り交わした。伊藤はかろうじて面目を保ったことになる。
こうして1885年（明治18年）4月18日（光緒十一年三月初四日）、両全権の合意の下で天津条約が締結された。
なお、清国が譲歩した背景には、フランスとの清仏戦争がなおも続いていたことや、交渉が長引くことによって日本がフランスに接近することを防ぎたいイギリス側からの働きかけがあったといわれる。

## 条約の内容
1. 日清両国は朝鮮から即時に撤退を開始し、4箇月以内に撤兵を完了する。
2. 日清両国は朝鮮に対し、軍事顧問は派遣しない。朝鮮には日清両国以外の外国から一名または数名の軍人を招致する。
3. 将来朝鮮に出兵する場合は相互通知（「行文知照」）を必要と定める。派兵後は速やかに撤退し、駐留しない。

- 照会文によって、日本商民殺傷事件の再調査と事実であった場合の処罰が約束された。
- 後の日清戦争の直前、この「行文知照」について日中の見解が分かれ異論が生じた。「照」の字は当時中国官庁では「（中国の）天子